# Apterocyclus honoluluensis
Apterocyclus honoluluensis is een keversoort uit de familie vliegende herten (Lucanidae). De wetenschappelijke naam van de soort werd in 1871 gepubliceerd door Charles Owen Waterhouse.